# بارباس القسطنطيني
بارباس القسطنطيني كان رئيس أساقفة الآريوسي في القسطنطينية منذ عام 407 حتى وفاته في 430م.